# 1914-1918-online
Az 1914-1918-online angol nyelvű internetes enciklopédia, amely az első világháború (1914–1918) témakörét dolgozza fel. Az oldal 2014. október 8. óta érhető el. A Semantic MediaWikin alapul.
A számos nemzetközi partner (többek közt: a londoni, moszkvai, párizsi, római és varsói Német Történeti Intézet és az isztambuli Orient-Institut) által támogatott digitális, tudományos referenciamunka létrehozását a Szabad Berlini Egyetem (FU Berlin) és a müncheni Bajor Állami Könyvtár kezdeményezte a háború 1914-es kitörésének 100. évfordulóját megelőzően. 2011-től 2015-ig a Német Kutatási Alapítvány (DFG) támogatta a kezdeményezést. 2016 óta az Open Encyclopedia System támogatja, amely a DFG-hez kapcsolódik.
A projekt vezetői Oliver Janz, a Friedrich Meinecke Intézet (FMI) moderntörténelem-professzora, Nicolas Apostolopoulos, a Digitális Rendszerek Központjának (CeDiS) igazgatója (mindketten a Szabad Berlini Egyetem alkalmazottai), valamint Gregor Horstkemper a Bajor Állami Könyvtár elektronikus publikációkkal foglalkozó központjából.
A projekt célja az első világháborúval kapcsolatos új globális kutatásokhoz való ingyenes hozzáférés, több nézőpont biztosítása a tudományos közösség és az érdeklődő közvélemény számára egyaránt. A hozzávetőleg 1500 bejegyzést tartalmazó, folyamatban lévő projekten közel ezer szakértő dolgozik több mint 50 országból. A tartalmakat a Creative Commons licenc (CC BY-NC-ND 3.0) alapján publikálják. Az idézhető és digital object identifierrel (DOI) ellátott szövegeket szakértői felülvizsgálatnak vetik alá (double blind). Az 1914-1918-online több régióra és témára osztható; a keresési és navigációs lehetőségekkel (szűrők, névjegyzék, idővonal) képekkel, térképekkel stb. ellátott cikkekre kereshetünk. Hálózatok és kapcsolódási pontok kötik össze más adatbázisokkal és információs rendszerekkel, mint például az Europeana 1914-1918, a CENDARI, a WorldCat és a Zotero.
A szerkesztőbizottság hét főszerkesztőből (Ute Daniel, Peter Gatrell, Oliver Janz, Heather Jones, Jennifer Keene, Alan Kramer és Bill Nasson), több szakszerkesztőből és számos külsős szakértőből áll, összesen mintegy 100 tagot számlál. A szerkesztői tanácsadó testülethez a következő tudósok tartoznak: Annette Becker, Jürgen Danyel, Josef Ehmer, Gudrun Gersmann, Antonio Gibelli, Gerhard Hirschfeld, John Horne, Jürgen Kocka, Gerd Krumeich, Jürgen Osterhammel, Hew Strachan, Jay Winter és Erik-Jan Zürcher.
A projekt felkerült az Amerikai Könyvtári Szövetség 2015-ös "A legjobb történelmi anyagok éves listájára", és második díjat kapott a 2015-ös Berlin Digital Humanities Awards díjátadón.

## Fordítás
- Ez a szócikk részben vagy egészben  a(z)   1914-1918-online című német Wikipédia-szócikk ezen változatának fordításán alapul.  Az eredeti cikk szerkesztőit annak laptörténete sorolja fel. Ez a jelzés csupán a megfogalmazás eredetét és a szerzői jogokat jelzi, nem szolgál a cikkben szereplő információk forrásmegjelöléseként.